# Чаватіл 4
Чаватіл 4 (англ. Chawathil 4) — індіанська резервація в Канаді, у провінції Британська Колумбія, у межах регіонального округу Фрейзер-Велі.

## Населення
За даними перепису 2016 року, індіанська резервація нараховувала 186 осіб, показавши зростання на 14,1%, порівняно з 2011-м роком. Середня густина населення становила 34,2 осіб/км².
З офіційних мов обидвома одночасно не володів жоден з жителів, тільки англійською — 190.
Працездатне населення становило 41,7% усього населення, рівень безробіття — 20%.

## Клімат
Середня річна температура становить 8,2°C, середня максимальна – 19,6°C, а середня мінімальна – -3,9°C. Середня річна кількість опадів – 1 683 мм.
| Клімат поселення                              | Клімат поселення | Клімат поселення | Клімат поселення | Клімат поселення | Клімат поселення | Клімат поселення | Клімат поселення | Клімат поселення | Клімат поселення | Клімат поселення | Клімат поселення | Клімат поселення | Клімат поселення |
| Показник                                      | Січ.             | Лют.             | Бер.             | Квіт.            | Трав.            | Черв.            | Лип.             | Серп.            | Вер.             | Жовт.            | Лист.            | Груд.            |                  |
| Середній максимум, °C                         | 4,64             | 6,52             | 8,49             | 11,41            | 14,73            | 17,51            | 18,42            | 19,64            | 16,44            | 12,01            | 6,47             | 3,46             |                  |
| Середня температура, °C                       | 0,36             | 2,23             | 4,21             | 7,15             | 10,45            | 13,24            | 15,83            | 17,04            | 13,84            | 9,42             | 3,88             | 0,88             |                  |
| Середній мінімум, °C                          | −3,93            | −2,05            | −0,07            | 2,86             | 6,18             | 8,96             | 13,25            | 14,45            | 11,25            | 6,83             | 1,29             | −1,71            |                  |
| Норма опадів, мм                              | 232              | 158              | 147              | 116              | 95               | 82               | 59               | 51               | 85               | 178              | 267              | 213              |                  |
| Середньомісячна швидкість вітру, м/с          | 3.10             | 3.10             | 3.05             | 3.09             | 2.90             | 2.89             | 2.77             | 2.60             | 2.47             | 2.57             | 2.97             | 3.06             |                  |
| Середньомісячна сонячна радіація, кДж/м²·день | 3317             | 6473             | 10328            | 15396            | 19014            | 20511            | 21831            | 18833            | 13426            | 7401             | 3663             | 2573             |                  |
| --------------------------------------------- | ---------------- | ---------------- | ---------------- | ---------------- | ---------------- | ---------------- | ---------------- | ---------------- | ---------------- | ---------------- | ---------------- | ---------------- | ---------------- |
| Джерело:                                      |                  |                  |                  |                  |                  |                  |                  |                  |                  |                  |                  |                  |                  |